# Aéroport d'Igloolik
L'aéroport de Bob Quinn Lake est un aéroport situé à l'Est de Bob Quinn Lake, en Colombie-Britannique, au Canada.